# Aurélie Halbwachs
Aurélie Halbwachs (* 24. August 1986 in Curepipe) ist eine mauritische Radrennfahrerin. Bis einschließlich 2023 wurde sie acht Mal Afrikameisterin.

## Sportliche Laufbahn
Aurélie Halbwachs begann Anfang der 2000er Jahre mit dem Radsport auf den Rat einer Ernährungsberaterin hin, da sie übergewichtig war. Mehrere Male wurde sie inzwischen Meisterin von Mauritius, wobei sie oftmals die einzige Frau im Peloton war und sie die Rennen gegen Männer bestreiten musste.
2006 wurde Aurélie Halbwachs Afrikameisterin im Einzelzeitfahren. In den folgenden Jahren erreichte sie regelmäßig Podiumsplätze bei Afrikameisterschaften im Zeitfahren sowie im Straßenrennen. 2007 gewann sie in Frankreich ein Rennen des Ladys Berry Classic`s. 2012 wurde sie mauritische Meisterin auf dem Mountainbike.
Halbwachs startete bei den Olympischen Sommerspielen 2008 in Peking im Straßenrennen und belegte Platz 62; beim olympischen Straßenrennen 2012 in London konnte sie das Rennen nicht beenden. Bei den Afrikaspielen 2011 in Maputo errang sie die Silbermedaille im Straßenrennen.
2014 gewann Halbwachs gemeinsam mit ihrem Partner Yannick Lincoln das Cape Epic in der Kategorie Mixed Teams. 2017 wurde sie dreifache Afrikameisterin: im Einzelzeitfahren, im Straßen sowie im Mountainbike-Marathon. Bei den Afrikaspielen 2019 im marokkanischen Benslimane errang sie jeweils die Silbermedaille im Straßenrennen, Mountainbike XC und im Mountainbike-Marathon. 2023 wurde sie in Accra dreifache Afrikameisterin in Einzel- und Mannschaftszeitfahren sowie der Mixed-Staffel. 2024 holte sie an gleicher Stelle bei den Afrikaspielen ebenfalls die Titel im Einzelzeitfahren und der Mixed-Staffel. Auch bei den Afrika-Meisterschaften im Mountainbike gewann sie zum ersten Mal nach sieben Jahren wieder zwei Medaillen. Bei ihrer dritten Olympiateilnahme schied sie 2024 im Mountainbikerennen nach einem frühen Sturz mit Verletzung des Handgelenks aus.

## Ehrungen
2006, 2008, 2010 und 2011 wurde Aurélie Halbwachs zur Sportlerin des Jahres von Mauritius gewählt.

## Erfolge

### Straße
2006
- Afrikameisterin – Einzelzeitfahren

2008
- Afrikameisterschaft – Straßenrennen, Einzelzeitfahren

2009
- Afrikameisterschaft – Einzelzeitfahren

2010
- Afrikameisterschaft – Einzelzeitfahren
- Afrikameisterschaft – Straßenrennen

2011
- Afrikaspiele – Einzelzeitfahren
- Afrikaspiele – Straßenrennen
- Afrikameisterschaft – Straßenrennen, Einzelzeitfahren
- Mauritische Meisterin – Straßenrennen, Einzelzeitfahren

2012
- Mauritische Meisterin – Straßenrennen, Einzelzeitfahren

2015
- Afrikameisterschaft – Einzelzeitfahren

2017
- Afrikameisterin – Straßenrennen, Einzelzeitfahren

2019
- Afrikaspiele – Straßenrennen

2020
- Mauritische Meisterin – Straßenrennen, Einzelzeitfahren

2022
- Mauritische Meisterin – Straßenrennen, Einzelzeitfahren

2023
- Afrikameisterin – Einzelzeitfahren, Mannschaftszeitfahren, Mixed-Staffel
- Mauritische Meisterin – Straßenrennen, Einzelzeitfahren
- Jeux des îles de l’océan Indien – Einzelzeitfahren

2024
- Afrikaspiele – Einzelzeitfahren, Mixed-Staffel
- Afrikaspiele – Straßenrennen
- Afrikaspiele – Mannschaftszeitfahren

### Mountainbike
2012
- Afrikameisterschaften – Cross-Country XCO

2013
- Afrikameisterschaften – Cross-Country XCO

2014
- Cape Epic – Mixed Team (mit Yannick Lincoln)

2017
- Afrikameisterin – Marathon XCM
- Afrikameisterschaften – Cross-Country XCO

2019
- Mauritische Meisterin – Cross-Country XCO
- Afrikaspiele – Cross-Country XCO, Marathon XCM

2024
- Mauritische Meisterin – Marathon XCM
- Afrikameisterschaften – Cross-Country XCO, Shorttrack XCC

## Teams
- 2012 Vienne Futuroscope[7]